# 劉長炳
刘长炳（?—?）字履安，云南省牟定县人，中华民国官员。他是杨增新的亲家。

## 生平
1912年，新疆提法使司改为司法司，刘长炳任司长。1913年，他署理新疆司法筹备处长。
阿尔泰办事长官帕勒塔于1914年1月9日请假后，刘长炳被任命暂署阿尔泰办事长官，兼督办边防事务。任内他曾呼吁中央政府将阿尔泰归并新疆，并设镇守使、道尹进行治理。民国4年（1915年）11月，刘长炳称病，请假3个月回迪化养病。11月15日，经中华民国北京政府批准，免去其本兼代理各职。民国5年（1916年）夏，大总统袁世凯明令授予刘长炳文虎章。民国五年（1916年），杨增新、马福兴、刘长炳在迪化结拜。1918年，他任阿克苏道尹。民国12年（1923年）9月，刘长炳任莎车县知事。
1925年8月，首任苏联驻迪化总领事贝斯特洛夫到职，同期，首任新疆驻斜米总领事刘长炳赴任。1929年，南京国民政府决定新疆驻苏联五个领事馆的“领事人选仍准由新保荐”，但领事馆“归(外交)部直辖”。金树仁遂举荐牟维潼为新疆驻斜米总领事，以代替刘长炳。